# Ле Бука
Ле Бука (фр. Le Bouscat) град је у Француској, у департману Жиронда.
По подацима из 1999. године број становника у месту је био 22.455.

## Демографија
| 1962.  | 1968.  | 1975.  | 1982.  | 1990.  | 1999.  | 2011.  |
| ------ | ------ | ------ | ------ | ------ | ------ | ------ |
| 21.404 | 22.550 | 21.126 | 20.906 | 21.538 | 22.455 | 23.075 |

## Партнерски градови
- Арнштат